# Bataille de Sterzing
Rébellion du Tyrol
Batailles
- Axams
- Sterzing
- Innsbrück
- Kufstein
- Volano
- Lofer
- Waidring
- Wörgl
- Strass im Zillertal
- 1re Bergisel
- 2e Bergisel
- Franzensfeste
- Pontlatzer Brücke
- 3e Bergisel
- Unken
- Lueg
- Hallein
- Melleck
- 4e Bergisel
- Pustertal
- Meran
- Sankt Leonhard in Passeier

La bataille de Sterzing se déroule le 11 avril 1809 lors de la rébellion du Tyrol.

## Prélude
Au début d'avril 1809, des centaines de paysans tyroliens armés de fusils, de faux, de gourdins ou de fourches se rassemblent au Sandhorf, l'auberge de Andreas Hofer. Ce dernier décide d'attaquer Sterzing défendu par deux compagnies bavaroises du 4e bataillon d'infanterie légère,, commandées par le major Speicher. Le 10 avril, à la tête de 4 500 à 5 000 hommes de Meran et de Passeiertal, Hofer traverse le col du Jaufen.

## Déroulement
Le lendemain matin, la fusillade s'engage entre les Tyroliens et les Bavarois, aux portes de la ville. Cependant les insurgés sont tenus en respect par la pièce d'artillerie. Les Tyroliens cachent alors plusieurs de leurs meilleurs tireurs dans trois charrettes de foin, qui sont amenées par des femmes près des soldats bavarois. Les tireurs abattent alors par surprise les servants du canon et le gros des forces insurgées lance alors une charge générale qui vient à bout de Bavarois. Leur major et plusieurs soldats se rendent et sont enfermés dans un château. 

## Pertes
Les Bavarois ont 40 hommes tués ou blessés, dont une douzaine d'artilleurs. Le major Speicher est lui-même blessé. Les pertes des Tyroliens sont 76 à 80 hommes. Les Tyroliens font également 420 prisonniers.

## Conséquences
Sterzing ne reste cependant que peu de temps aux mains de Tyroliens. Quelques heures plus tard ces derniers évacuent la ville à la suite du signalement, dans la vallée de l'Eisack, d'une colonne de plusieurs milliers de soldats français et bavarois commandés par le général Bisson. Le lieutenant-colonel bavarois Wreden aurait alors voulu incendier la ville, mais en aurait été empêché par le général Bisson.
Dès le lendemain les franco-bavarois poursuivent leur route vers Innsbrück et les insurgés réinvestissent la ville.